# Wipneuzen
Wipneuzen (Gigantactinidae) zijn een familie van straalvinnige vissen uit de orde van Vinarmigen (Lophiiformes).

## Geslachten
- Gigantactis A. B. Brauer, 1902
- Rhynchactis Regan, 1925